# Budhāna
Budhāna (hindi: बुधना) är en ort i Indien.   Den ligger i distriktet Muzaffarnagar och delstaten Uttar Pradesh, i den norra delen av landet, 80 km norr om huvudstaden New Delhi. Budhāna ligger 240 meter över havet och antalet invånare är 35 442.
Terrängen runt Budhāna är mycket platt. Runt Budhāna är det mycket tätbefolkat, med 1 056 invånare per kvadratkilometer. Budhāna är det största samhället i trakten. Trakten runt Budhāna består till största delen av jordbruksmark.